# Фокер D.XXI
Фокер D.XXI је ловачки авион направљен у Холандији. Авион је први пут полетео 1936. године. То је био једномоторни, једноседи нискокрилац, мешовите конструкције.

## Пројектовање и развој
Овај авион је у конструктивном погледу био револуционаран и веома значајан у историји Фокера. Наиме био је прекретница у пројектовању ловаца. Са њим се прекинуло са дугогодишњом концепцијом заснованој на двокрилцима и висококрилцима парасол у пројектовању ловаца и прешло се на концепцију ловца моноплана нискокрилца са конзолним смоносећим крилом. Ова концепција је због својих предности била доминантна у пројектовању ловаце 30-тих година двадесетог века у Европи, Америци и Јапану. Поред овога водећи рачуна о постојећој Фокеровој технологији, пројектовани авион поред добрих летних карактеристика био једноставан и јефтин за производњу уз висок степен поузданости. Авион је први пут полетео 27. марта 1936. године.

## Технички опис
Труп авиона D.XXI је облог попречног пресека. Носећа конструкција је решеткаста рамска конструкција направњена од заварених танкозидих цеви високе чврстоће, што представља традиционално Фокерово решење. Додаци на рамове и њиховим повезивањем уздужним лајснама формиран је елиптични облик трупа. Предњи део трупа је обложен алуминијумским лимом а од пилотске кабине до краја репа труп је пресвучен импрегнираним платном. На кљуну трупа се налазио обично радијални ваздухом хлађени звездасти мотор. Између мотора и пилотске кабине били су смештени резервоари за гориво и уље. Пилотска кабина је била затворена провидном настрешницом.
За моторе погонске групе овог авиона коришћени су следећи мотори: Bristol Mercury; Bristol Pegasus; Pratt & Whitney R-1535-SB4C-G Twin Wasp Junior а експериментисало се још и са моторима  Bristol Hercules;  Rolls-Royce Merlin и Daimler-Benz DB 600H. Као елисе су коришћене двокраке и трокраке дрвене и металне елисе са фиксним и променљивим кораком.
Крила су потпуно дрвене конструкције са две рамењаче и ребрима а облогом од шперплоче. Облик крила је био трапезаст са полукружним завршетком крила. Крила су била конзолна самоносива везана да доњи део трупа авиона. За предње рамењаче су везане ноге стајног трапа а за задњу рамењачу су везани елерони и закрилца чија конструкција је као и конструкција крила.
Репне површине су класичне са једним вертикалним стабилизатором и кормилом правца и два хоризонтална стабилизатора са кормилима висине. Конструкције свих ових елемената су од заварених челичних цеви пресавучени платном. Хоризонтални стабилизатори су косим упорницама ослоњени на труп репа авиона а са горње стране су жичаним затезачина учвршћени за вертикални стабилизатор.
Стајни трап са састојао из два фиксна независна точка испод крила и трећег самоподесивог точка испод репа авиона. У ногама предњих точлова налазили су се уљно-пнеуматски амортизери за ублажавање ударних оптерећења. Направљен је и један прототип са увлачећим предњим ногама стајног трапа али је остало само на томе.
Наоружање се у почетку састојало од 4 митраљеза ФН Бровнинг М36 калибра 7,92 mm,(или 4 х 7,7 mm  Vickers) два постављена у трупу, испод горњег поклопца мотора синхронизована да пуцају кроз обртно поље пропелера са додатна два у крилима. Митраљези у крилима били су опремљени са по 300 метака сваки а митраљези у трупу авиона били су опремњени са 500 метака сваки. Авиони финске производње имали су сва четири митраљеза у крилима. Касније су авиони наоружавани са 2 топа Оерликон калибра 20 mm са 60 граната по топу и 2 митраљеза ФН Бровнинг М36 калибра 7,92 mm.

## Верзије
- D.XXI - прототип.
- D.XXI-1 - модел прављен за Данску, направљено 3 комада, мотор Bristol Mercury VIS снаге 481 kW, наоружан са 2 х 8mm митраљезом и 2x 20 mm топом Madsen. За Холандију направљено 10 ком, мотор Bristol Mercury VIII снаге 619 kW
- D.XXI-2 - направљено 53 ком. 36 испоручено Холандској источној Индији (RNLAF).
- D.XXI-3 - лиценцна производња за Финску, опремљен топом 20 mm, направљено 1940. 35 ком.
- D.XXI-4 - модификован модел D.XXI-3 уградњом мотора Pratt & Whitney R-1535-SB4C-G Twin Wasp Junior снаге 615 kW, направљено 55 ком.

## Оперативно коришћење
Производња и испорука авиона Фокер D.XXI је почела 1926. године. Међу првим испорученим авионима били су они споручени Шпанској Републици. Ови авиони су и доживели прва ратна искуства учествујући у Шпанском грађанском рату.
Следећи су били авиони испоручени Финској. Финска је произвела укупно 90 Фокер D.XXI и добила као војну помоћ још најмање 7 ових авиона у Зимском рату – инвазији Совјетског Савеза на Финску. Фински авиони су прошли изненађујуће добро на почетку рата против првих совјетских ловаца. Авионима Фокер D.XXI је било наоружано седам ескадрила финског ратног ваздухопловства. Током наредних месеци, D.XXI је брзо постао декласиран од стране боље наоружаних и бољих совјетских ловаца. Упркос томе, неколико финских пилота је успело да летећи на овим авионима достигне статус "аса".
Данска је од Фокера купила прва три комада ових авиона па је након тестирања донела одлуку да откупи лиценцу за властиту производњу ових авиона и на основу тог уговора произвела 15 нових авиона. У очи напада Немачке на Данску (март 1940.) савезници су данско ваздухопловство донирали са још 7 авиона овог типа тако да је Данска уочи избијања непријатељстава располагала са 25 ових авиона. Без обзира на све то, шансе за пружање неког озбиљнијег отпора су биле никакве.
До маја 1940. године, Холандија је имала укупно 36 авиона Фокер D.XXI од којих је само 28 било оперативно способних  за борбу против немачке инвазије. Са овим бројем авиона D.XXI у служби, холандски пилоти Групе за авијацију Холандске војске храбро су се суочили са бољим и знатно бројнијим непријатељем који је користио ловце Месершмит BF-109. D.XXI су се борили против одличних непријатељских ловаца којима су управљали добро обучени и искусни немачки пилоти недељу дана, иако је Холандија на крају капитулирала пред нацистима после овог петодневног периода - примајући малу помоћ од савезника, авион Фокер D.XXI је показао своје квалитете. За кратко време у служби са холандским пилотима одбране, 10. маја 1940. овим авионом је оборено 13 непријатељских авиона у ваздуху - треба напоменути да се то догодило против транспортних авиона Јункерс Ju 52 и тиме онеспособили ваздушни десант.
Све заробљене авиона Фокер D.XXI немачко ратно ваздухопловство Луфтвафе је укључила у свој састав. За шта су и колико дуго користили непознато је.
Авион Фокер D.XXI је најдуже коришћен у финској све до 1948. године.

### Сачувани примерци
- Остаци једног обореног авиона Џека ван Егмонда. чувају се у музеју CRASH Luchtoorlog- en Verzetsmuseum '40-'45 у тврђави  Fort bij Aalsmeer, Холандија
- Комплетно рестауриран авион D.XXI се налази у Aviation Museum of Central Finland.
- Реплика авиона Фокер D.XXI коју је направио Фокер 1987-1988. налази се у музеју: Militaire Luchtvaart Museum, у Soesterberg Air Base, Холандија.
- Џек ван Егмонд познати рестауратор авиона завршио је реплику авиона Фокер D.XXI која је полетела 23. маја 2022.[5].

## Земље које су користиле авион
| - Данска - Финска - Холандија | - Нацистичка Немачка - Шпанија |